# Jean-Baptiste Réveillon
Jean-Baptiste Réveillon (París, 1725–ibídem, 1811) fue un fabricante de papeles pintados francés.

## Biografía

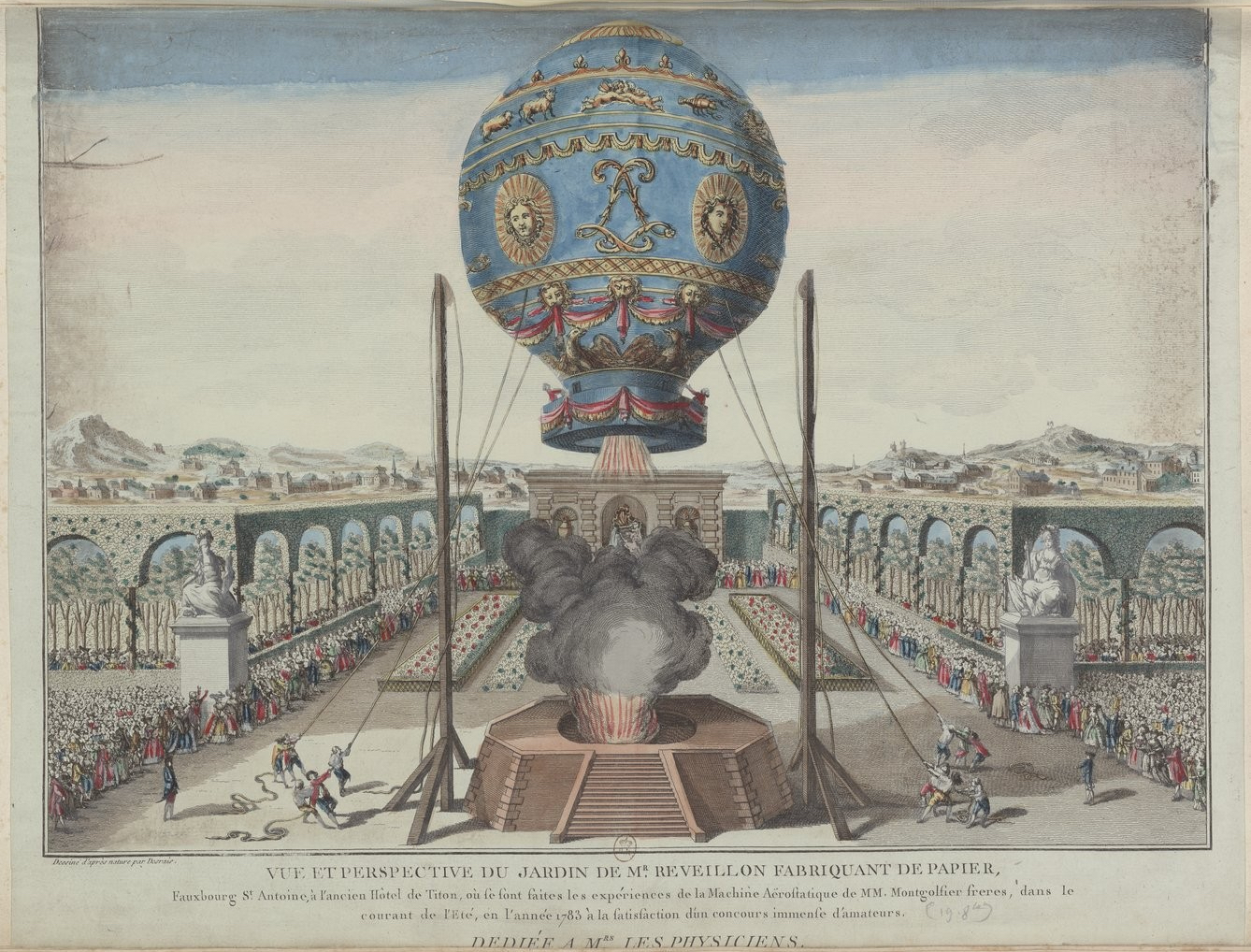
Ascensión del primer globo tripulado en los jardines de la fábrica de papel de Réveillon, el 19 de octubre de 1783

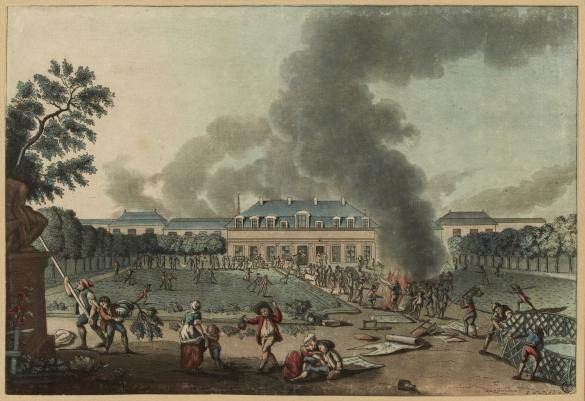
Disturbios en Folie Titon el 28 de abril de 1789

Inició su carrera como minorista de papeles pintados hacia 1752. En 1765 abrió una fábrica en el barrio de Saint-Antoine de París, llamada Folie Titon. En 1770 adquirió también una papelera en Courtalin-en-Brie. Se especializó en papeles pintados de estilo neoclásico, diseñados por artistas como Jean-Baptiste Huet o Étienne de La Vallée-Poussin. En los años 1780 realizó una serie de imitaciones de pinturas murales romanas de gran calidad. También fabricó papeles con motivos florales y chinerías influidas por los dibujos de Jean-Baptiste Pillement. En 1784 logró para su fábrica el título de Manufacture Royale (manufactura real).
El 19 de octubre de 1783 se elevó desde los jardines de su fábrica el primer globo aerostático, diseñado por los hermanos Montgolfier.
El 28 de abril de 1789 su fábrica fue incendiada por los trabajadores debido a la reducción de salarios, en lo que sería un preludio de la Revolución francesa. Réveillon se exilió a Inglaterra, tras vender lo que quedaba de su negocio a la firma Jacquemart et Bénard.